# Steinbach am Wald
Steinbach là một đô thị thuộc huyện Kronach trong bang Bayern của nước Đức.